# 巨毛鼻鯰
巨毛鼻鯰（学名：Trichomycterus giganteus）為輻鰭魚綱鯰形目毛鼻鯰科的其中一種，為熱帶淡水魚，分布於南美洲巴西東南部Guandu河上游流域，體長可達20.4公分，棲息在底層水域，生活習性不明。
其种加词“Giganteus”意为“巨大的”。